# Gorg de l'Uèlh Dotz
El gorg de l'Uèlh Dotz és un cenote situat al municipi de Fluris al massís de la Clapa, al departament occità de l'Aude. És constituït d'altes parets (40 m) calcàries i verdejants que dominen l'extensió d'aigua verd maragda.

## Història
L'aigua de l'avenc és salobre: la salinitat, però també el nivell, varien amb la pluviometria i els moviments de la mar (distant de tan sols 1 500 metres). La profunditat és d'aproximadament 14 m sobre un fons de blocs rocosos. Les exploracions nombroses no han mostrat cap sortida de galeria penetrable.
La llegenda de l'Uèlh Dotz (tautologia constituïda de ull i deu, font) conta diversos vaixells haurien tractat de penetrar a la gruta de l'avenc per tal de determinar el lloc on l'ull poa la mar, però cap de les embarcacions partides no n'és mai tornada. Així, la font de l'Uèlh Dotz resta sempre indeterminada

## Lloc protegit
Per a accedir-hi, cal estacionar el vehicle sigui al pàrquing del Domeni de l'Ostalet i seguir el camí pedestre cap al corral, sigui al pàrquing de l'avenc situat a la carretera que va de Fluris a Sant Pèire de Mar.
Els banys, en aquest lloc protegit (zona de conservatori del litoral), hi són prohibits perquè són perillosos. Tanmateix, aquestes regles no sempre són seguides i moltes persones s'hi banyen i hi cabussen.

## Galeria fotogràfica

Vista panoràmica de l'avenc

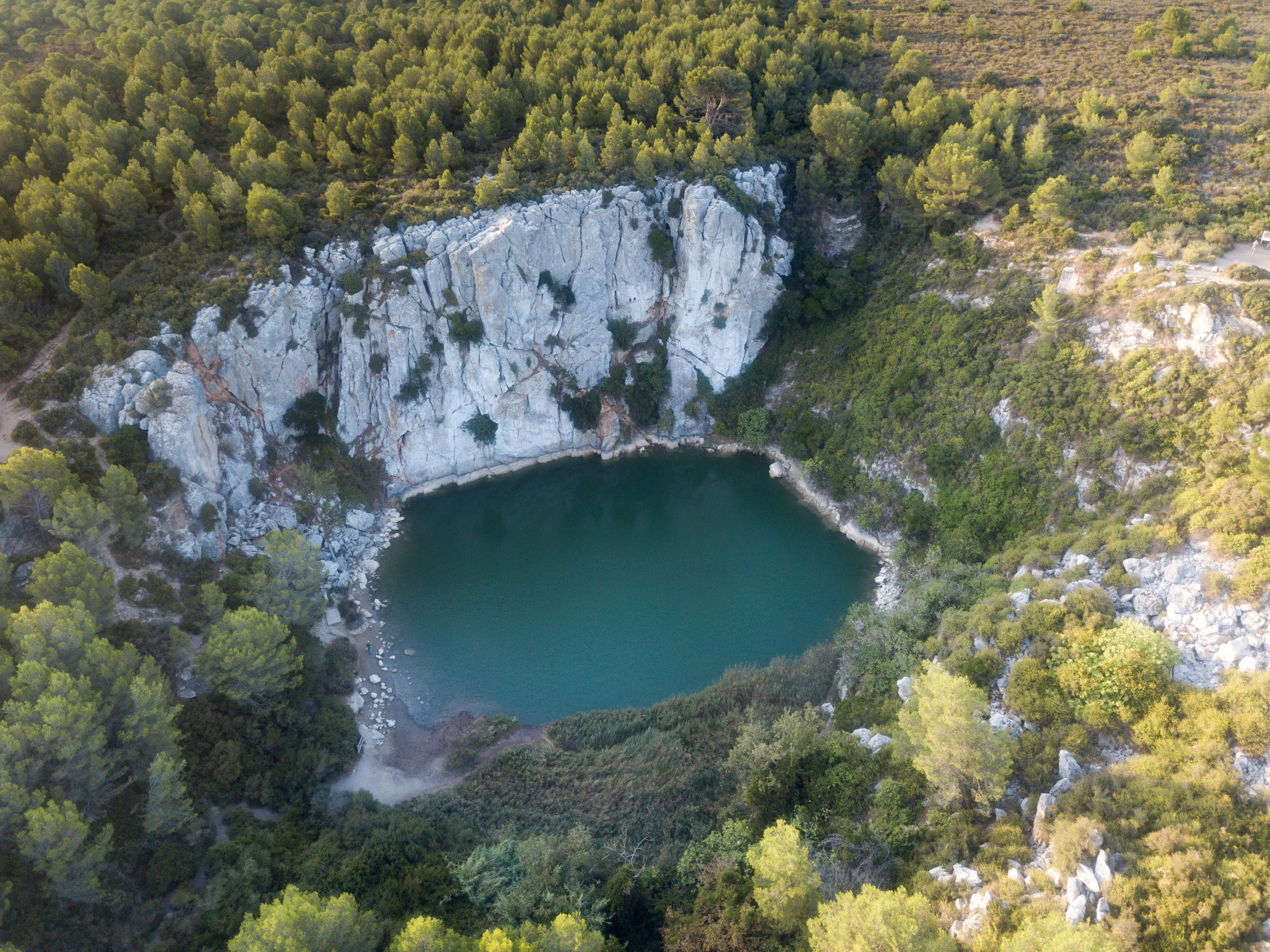
Vista del Gorg de l'Uèlh Dotz al massís de la Clapa

## Film
El Gorg de l'Uèlh Dotz apareix al film El Noi de tempesta, de Jérôme Foulon filmat l'any 1996.